# Parahancornia surrogata
Parahancornia surrogata là một loài thực vật có hoa trong họ La bố ma. Loài này được Zarucchi mô tả khoa học đầu tiên năm 1991.